# ギュンター・ラル
ギュンター・ラル（Günther Rall, 1918年3月10日 - 2009年10月4日）は、ドイツの軍人。第二次世界大戦中はドイツ空軍のトップ・エースとしてその名を知られ、撃墜数は275機とされる。戦後、新設されたドイツ連邦空軍に復帰し、のちに空軍総監などを務めた。最終階級は中将。

## 略歴

### 生い立ち
1918年、ドイツ南部のバーデン＝バーデン近郊のガゲナウに生まれた。姉と共に保守的なプロテスタントの家庭に育つ。父親は鉄工所のマネージャーだったが、君主制支持者でドイツ国家人民党に近く、右翼組織「鉄兜団」に加入していた。母親は敬虔なキリスト教徒で、ラルはシュトゥットガルトのキリスト教系のギムナジウムに入学したが、1935年にナポラに転校し、そこでアビトゥーアに合格した。

### 第二次世界大戦

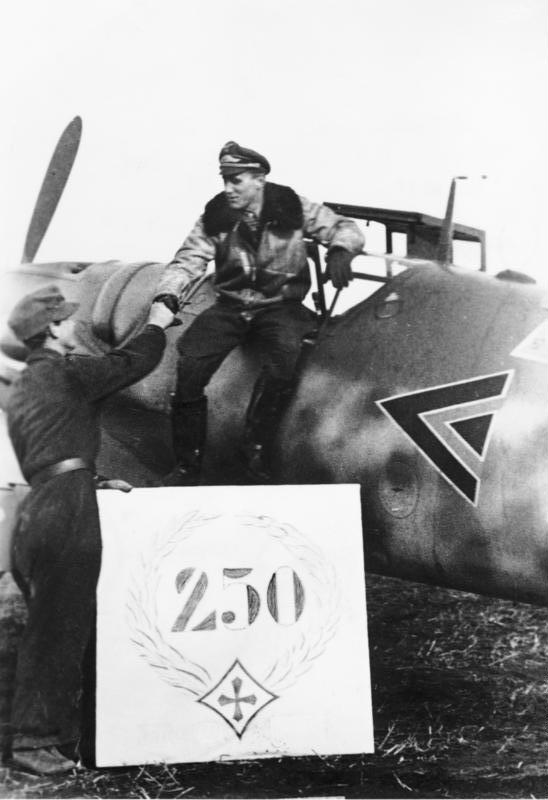
250機撃墜時（1943年11月28日）

1936年、勤労義務を終えた後に士官候補生として陸軍に入ったが、翌年空軍に転属し、1939年末に操縦教育を終えて第52戦闘航空団 (JG52) に少尉として配属された。1940年5月12日フランス上空の空戦でホーク75Aを撃墜して初戦果を記録した。ついで「バトル・オブ・ブリテン」に参加し、同航空団第Ⅲ飛行隊第8中隊の中隊長に昇進した。
クレタ島攻防戦、ブルガリア駐屯を経て、独ソ戦が始まると戦果は急に増してゆき36機に達したが、11月28日に撃墜されて不時着し、背骨を3か所で折り、下半身が一時麻痺するなどの重傷を負う。ウィーンでの療養を経て、わずか9ヶ月後の1942年8月には第一線に戻り、コーカサス戦に参加してスコアを伸ばした。9月には早くもスコアが65機に達して騎士鉄十字章を授けられ、10月下旬には100機目を撃墜して柏葉付騎士鉄十字章を受け取った。翌1943年4月にエーリヒ・ハルトマンなどエースの多い第Ⅲ飛行隊の飛行隊長に昇進した。
同年には、療養中に知り合った小児科医ヘルタ・シェーン（Hertha Schön）と結婚した。夫人との間には4子（うち2人は誕生後すぐ夭折）がある。
クルスク会戦が始まると、7月4日に航空団として2500機を、9月19日に3000機撃墜を記録すると共に、個人戦果も順調に伸ばし8月9日に175機、20日後には全軍で3人目の200機撃墜に達した。更に少佐に進級して、11月28日にはヴァルター・ノヴォトニーに次いで2人目の250機撃墜を記録した。
1944年3月、ドイツ本土防空を任とする第11戦闘航空団第Ⅱ飛行隊(II/JG11) の飛行隊長に異動。5月12日にベルリンで撃墜され左手の親指を失う重傷を負う。さらに病院内でジフテリアに感染し、11月まで入院したためスコアは止まり、翌年5月8日の敗戦を第300戦闘航空団司令として迎えた。
ラルは631回（700回以上とも言われている）の出撃で275機（そのうち戦闘機が241機）、うち3機だけが西部戦場の戦果である。見越射撃（defrection　shooting）の名手として知られているが、彼自身も8回撃墜されている。

### 大戦後

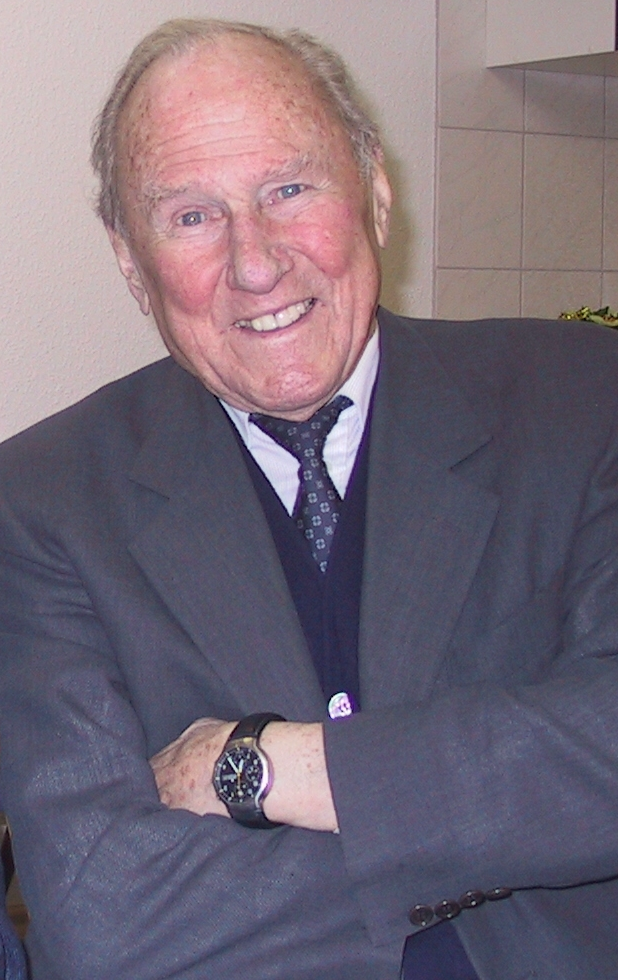
2004年11月、著書の宣伝にて

戦後は1945年8月に捕虜収容所から釈放され、工場等で労働して生計を立てる。小児科医である夫人も家計を支えた。
1956年、新設されたドイツ連邦空軍に入隊し現役復帰。階級は少佐。米国での研修を経てジェット戦闘機のパイロットとなる。第3航空師団長、第4戦術連合空軍参謀長などを経て、1970年に中将に昇進し空軍指揮司令部総司令官に就任する。1971年から1974年まで最高幹部である空軍総監、1974年より1975年12月までNATOの駐在武官を務める。最終階級は中将。かつてのエース・パイロット達のうち、連邦軍の要職に登り詰めた数少ない人物であった。
空軍総監に在任中、導入したアメリカ製の新型機F-104スターファイターの事故が相次ぎ、ラルらは批判にさらされた。1975年にはかつての戦友を訪ねてナミビアに旅行した際、隣国南アフリカを訪問したが、当時アパルトヘイト政策で全世界の非難を受けていた同国を訪問したことがマスコミ（「シュテルン」誌）やゲオルク・レーバー国防相の批判するところとなった。
その後は、講演などで現役時代の経験等を語っている。1985年にヘルタ夫人と死別。2004年には回想録「Mein Flugbuch」（直訳：我が飛行記録）を出版した（邦訳は未出版）。2005年にドイツ社会民主党のペーター・シュトルック国防相が戦争犯罪を理由に第74戦闘戦闘団の愛称からヴェルナー・メルダースの名を抹消した際、空軍総監在任中にその名称を付した当事者であるラルや空軍の退役軍人らは反対運動を起こしたが、阻止することは出来なかった。
2009年10月2日に心臓発作を起こし、二日後の10月4日に、バイエルン州バートライヒェンハルにあった自宅で死亡したことが確認された。91歳没。